# Clifford Hugh Douglas
Clifford Hugh Douglas (20 de gener de 1879 - 29 de setembre de 1952) fou major a l'exèrcit britànic, enginyer mecànic i industrial i pioner del moviment pel crèdit social i la democràcia econòmica.

## Educació i carrera com enginyer
C. H. Douglas va nàixer ja siga en Edgeley (un suburbi de Stockport en l'actualitat) o en Manchester, fill de Hugh Douglas i Luisa Horden. Es coneixen molt pocs detalls de la seua vida i educació primerenca. Probablement va servir el seu aprenentatge com enginyer amb anterioritat a una carrera com a tal que ho duc a visitar diferents locacions en l'Imperi Britànic al servei d'empreses elèctriques, de ferrocarrils, etc. Va ser professor en la Grammar School (una escola privada independent de secundària) de Stockport. Després d'un període ací, va anar a la Universitat de Cambridge on estudià per un període curt i s'anà sense graduar-se a treballar per la Westinghouse Electric Corporation dels EUA on, segons ell, acaba com a enginyer a càrrec de la remodelació de la sucursal hindú de l'empresa. Posteriorment hauria treballat com segon enginyer cap en l'empresa ferrocarrilera de Buenos Aires i el Pacífic. Arribe a ser Enginyer Cap de l'empresa postal britànica (a càrrec del seu sistema subterrani de transports) i Assistent Cap Superintendent en una de les fàbriques d'avions militars de la RAF durant la Primera Guerra Mundial.
Després de la Guerra, Douglas deixe de treballar com enginyer a fi d'aprofundir els seus estudis i promoure les seues idees. Aquestes donaren origen a dos moviments que es complementen i van assolir alguna representació política: Democràcia Econòmica i Crèdit Social.

## Origen de les seues idees
Mentre estava reorganitzant eixa fàbrica aèria Douglas va notar que el "ingrés" o cost setmanal total dels béns produïts era major que les sumes pagades com sous i salaris, costos de material i dividends o interessos. Açò semblava contradir la teoria proposada per Adam Smith i la resta dels pensadors les escoles clàssiques que tals ingressos són redistribuïts immediatament, constituint així la base del poder de compra.
Intrigat per aquesta aparent desconnexió entre el que havia après i la realitat, Douglas decidí investigar a través de l'aplicació dels mètodes de l'enginyeria al sistema econòmic.
Va col·leccionar dades i informació de sobre cent grans empreses britàniques i va descobrir que —llevat d'empreses que més tard van arribar a la fallida— totes mostraven eixe mateix efecte: les sumes pagades com despesa total eren sempre menors que la vendes totals per béns i serveis. Açò és teòricament impossible: el poder de compra de la població en el seu conjunt solament pot vindre de (igualar) la suma total del que es ven.
Adonant d'aquesta curiosa situació en un article que va escriure en la revista English Review Douglas diu: "Estem vivint sota un sistema de comptabilitat que transforma el lliurament de béns i serveis per la nació a si mateixa en una impossibilitat tècnica". Posteriorment —entre 1916 i 1920— va escriure dos llibres —Economic Democracy i Credit-Power and Democracy— afonant en el tema i les seues conseqüències.

### Descrivint el problema
D'acord amb la Llei dels Mercats, quan es produeix un bé o servei X s'ha gastat el necessari (comprant altres béns o serveis) com per a produir els diners necessaris per a vendre eixe bé X. A nivell general, no hi ha altra font d'ingressos i, per tant, no hi ha diners que excedisca al generat per les despeses de producció. En altres paraules, hi ha un equilibri monetari exacte entre el que es ven i el que es pot comprar i compra.
La situació descrita per Douglas presenta un problema major per a eixa visió: si tot el que es ven és més (en termes monetaris) que tot el que s'ha gastat cal preguntar-se d'on prové eixos diners extres. I quals són les conseqüències d'eixe fenomen.
Addicionalment el nota que el sistema clàssic funciona bé en teoria però no explica l'expansió de les economies. És a dir, eixes interpretacions expliquen com un sistema que fos estable i amb una quantitat determinada de diners funcionaria més o menys indefinidament d'acord amb eixos principis, És possible fins i tot imaginar les condicions que acabarien ja siga amb els diners concentrant-se en les mans d'un sol individu o mantenint-se indefinidament en circulació entre la població. Però no és tan fàcil veure com és que eixe sistema creix o s'expandeix, (aquest problema no s'ha resolt fins i tot en l'actualitat: veure teories del desenvolupament).
Douglas introdueix ací un concepte fonamental per a la seua visió: els sistemes econòmics poden o no ser "acte-liquidizants" o "acte-finançants". Això és la capacitat d'un sistema per a produir el circulant o liquiditat que el sistema mateix necessita per a funcionar. En la seua opinió, el sistema present necessita més diners que el qual es genera en cada cicle econòmic. Douglas explica: "el fet que el sistema és acte-liquiditzant, que continuara funcionant més o menys igual en forma indefinida és pres com un fet, eixa és l'assumpció dels economistes clàssics... La totalitat del present sistema depèn de la contenció que el present sistema de preus és acte-liquiditzant, és a dir, que no importa que preu es cobre per un article haurà sempre prou diners per a comprar eixe article i per tant, que no hi ha gens inherentment en el sistema... que impedisca el seu funcionament en forma indefinida ...(...) .. eixa creença no és correcta. El (present) sistema de preus no és acte-líquiditzant.
Douglas suggereix que ho anterior té altre resultat: el qual els preus en conjunt del producte d'una societat determinada siguen major que l'ingrés conjunt d'aqueixa mateixa societat significa que no tots aqueixos béns podran ser consumits. En altres paraules, com tenint el resultat, intencional o no, de produir d'una escassesa artificial.
Douglas suggereix que la solució al problema és que aqueixos diners és creat —literalment del no-res (veure diners fiduciari i "Creació de diners" en diners)— especialment pels bancs que al seu torn l'hi presten ja siga a les empreses o als individus —veure, per exemple Deute privat i Deute actiu.
Cal recordar que en aqueixos temps regiria el patró or, quan la moneda es basava en aqueix metall. Per als temps de Douglas, eixe sistema havia evolucionat a l'instant en el qual solament l'Estat podia emetre moneda legalment. No obstant això, el sistema fraccional de reserves o sistema de punta fraccional permetia que els bancs privats "emeteren" o "crearen" diners —en la forma de línies de crèdits, xecs, etc. veure Multiplicador bancari— el que augmenta la demanda. Eixa creació de diners per part de bancs privats per sobre els efectius existents en els dipòsits encara existeix i és encara més comú en el present (veure targetes de crèdit i agregat monetari).
D'acord amb Douglas i els seus seguidors, eixe sistema té el resultat de transferir, incrementalment, recursos al sector financer -qui siga que tinga el poder per a crear eixos diners- en desmedro tant dels productors com dels consumidors: en la mesura que ambdós sectors es veuen obligats a recórrer al deute per a solucionar la diferència econòmica entre el que es produeix i el necessari per a comprar-lo estan, per tant, obligats a pagar una porció dels seus ingressos com interès per l'ús d'eixos préstecs. Atès que el pagament d'eixe interès redueix la suma disponible per al consum, l'ús del deute és, d'una banda, acte-perpetuant i, per l'altre, incremental.
Per exemple, Kenneth Rogoff -professor titular d'Economia i Polítiques Publiques en la Universitat Harvard- informa que en el present (fins a mitjans del 2008) el sector financer havia estat absorbint als EUA un 30% dels guanys de la indústria i un 10% dels salaris. En la seua opinió açò constitueix una diferència fonamental entre la Crisi financera del 2008 i la Gran Crisi de 1930: el sistema financer actual estaria hipertrofiat, el que implica la possibilitat que una deflació que afecte especialment a eixe sector podria beneficiar el funcionament del sector industrial. (vegeu també Crisi de liquiditat de setembre de 2008).

### Implicacions i conseqüències
A conseqüència de l'anterior, Douglas postula que una o totes de les següents alternatives succeeixen:
- La població entra en deute, a través de l'ús del crèdit (veure xec, Targeta de crèdit, etc.).
- El govern s'endeuta i incrementa el Deute públic (ja siga extern o intern).
- Els negocis demanen préstec als bancs, de manera que es crea nous diners. (veure diners fiduciari, lletra de canvi).
- Negocis venen sota el cost i eventualment arriben a la fallida.

- Un estat recorre a la guerra, "exportant" béns tals com bombes, bales, etc., a l'enemic, finançant el procés a través del deute públic amb l'esperança que l'enemic pagarà per tot (si és derrotat).

- Un estat guanya una "guerra comercial" forçant alguna altra nació a comprar el que no es pot vendre localment, transferint així el dèficit i deute a uns altres.

Si eixes coses no succeeixen, les empreses es veuen forçades a acomiadar treballadors, l'atur augmenta, l'economia decau o entra en recessió, ingressos fiscals per impostos baixen, serveis es redueixen i la pobresa augmenta mentre que, físicament, tots podrien continuar vivint en l'abundància.
Les seues propostes per a superar eixa situació es resumeixen en tres "demandes" centrals:
1- Que una "Oficina Nacional del Crèdit" calcule sobre bases estadísticas la suma de crèdit necessari en l'economia.
2.- Un mecanisme per a ajustar els preus que reflectisquen el cost real de producció (basada en la demanda agregada) en el mateix període)
3.- Implementació del que el cride un "Crèdit Social" (veure Renda bàsica) a fi de garantir un ingrés mínim a tots, sense consideració de si tenen un treball o no.
Douglas creia que el Crèdit Social pot resoldre eixe problema en la mesura que assegura que hi ha sempre els diners necessaris emès (en la forma de crèdits) com per a comprar tot el que s'ha produït.
Douglas argumente que eixa última demanda és de sentit comú ara que l'automatització i maquinàries que estalvien treball han reduït no solament el nombre de treballadors que es necessiten per a produir els béns i serveis necessaris sinó també el nombre d'hores de treball necessàries per a produir-los.

### Desenvolupaments posteriors
Teòrics posteriors, tals com David Schweickart suggereixen que el procés que Douglas descriu és l'altra cara de la moneda del procés d'apropiació de la plusvàlua. Des d'aquest punt de vista, els preus del produït és superior a l'agregat de sous i salaris, etc., no perquè s'estiga cobrant sumes excessives sinó perquè els propietaris del capital financer s'estan apropiant de part dels costos de producció a través de no pagar-los als treballadors la suma completa de la seua contribució al producte final.
Pot ser que eixa interpretació siga correcta. A pesar que ambdues explicacions se centren en diferents aspectes del procés és obvi que ambdós resulten en una diferència entre els ingressos agregats de la població i els preus de venda dels productes. Marx suggereix que a conseqüència la majoria de la població es veurà a poc a poc reduïda a la misèria. *Douglas apunta que, com mesura practica, molts en eixa població recorreran al deute com manera d'evitar eixa situació. Els processos descrits no es contraposen sinó que més aviat es complementen.
David Schweickart suggereix a més que açò es deriva d'una contradicció fonamental dels sistemes econòmics tal com són coneguts en el present: els sous i salaris són tant un cost a reduir com la font de la demanda efectiva
Altres teòrics Com solució al problema de fons Cook suggereix, seguint de prop a Douglas. la creació d'un "Crèdit Social" o ingrés mínim garantit, finançat per l'Estat a través de la creació de diners. (veure diners fiduciari) Això, en la seua opinió, garantiria la distribució justa de l'ingrés derivat del producte social, evitaria tant el deute públic com privada i la necessitat d'apropiar-se de la riquesa d'uns altres i al mateix temps significaria que l'economia de les nacions disposarien de l'ingrés necessari per a mantenir el seu funcionament de manera eficient i fins i tot expandir-se.

### Llegat
La teoria de Douglas responsabilitza de molts problemes socials al sistema financer privat, especialment aquells bancs que practiquen el sistema fraccional de reserves. Com a conseqüència, Douglas fou acusat d'antisemitisme al final de la Segona Guerra Mundial
Açò podria ésser degut al fet que alguns dels seus arguments foren usats -sense atribució- en la retòrica del nazisme, quan els líders d'eixe moviment denunciaven el que ells consideraven la "conspiració financera controlada pels jueus". Cal notar que tals prejudicis no van ser part dels pronunciaments de Douglas ni són comuns entre els seus seguidors.
Les idees de Douglas han tingut certes repercussions polítiques, dut a la creació d'alguns partits en països de parla anglesa agrupats al voltant de les seues propostes de "Crèdit Social". Eixos partits van incloure partits polítics en Canadà, Nova Zelanda, Austràlia, Regne Unit, etc.
Addicionalment les idees de Douglas han tingut influència en el moviment cooperatiu i en el que ha arribat a cridar-se la "Democràcia Econòmica".